# Чюриковы
Чюриковы — древний дворянский род.
Происходит от боярского сына Якова Ермолаева Чюрикова, в 1679 году вёрстанного поместным окладом. Потомки этого рода служили дворянские службы в разных чинах и владели деревнями. Род записан в VI часть родословной книги Воронежской губернии.

## Описание герба
Щит имеет голубую вершину с изображением на ней золотого креста. В нижнем пространном серебряном поле видны два чёрных орлиных крыла с серебряными на них шестиугольными звездами, из середины которых выходит в латах рука с мечом.
На щите дворянский коронованный шлем. Нашлемник: три страусовых пера. Намёт на щите чёрный, подложенный золотом. Герб рода Чюриковых внесён в Часть 8 Общего гербовника дворянских родов Всероссийской империи, стр. 115.